# VT Herentals (vrouwen)
VC Antonius Herentals, beter bekend onder de afkorting VT Herentals, was een Belgische volleybalclub uit Herentals.

## Geschiedenis
De club ontstond in 1969 in de lokale kwb-volleybalcompetitie. In de parochie Sint Antonius werden dames gezocht die het konden opnemen tegen de dames van VC 't Vestje uit de Nonnenvest. In 1972 sloot de club aan bij het Koninklijk Belgisch Volleybalverbond (KBVBV) met stamnummer AH-1158. 
Gestaag klimt VC Sint-Antonius op naar de hoogste nationale competitie. Tijdens deze opmars werd in 1987 de damesafdeling van onder meer VC 't Vestje overgenomen. Als onderdeel van de professionalisering van de ploeg werd de clubnaam ingekort tot VT Herentals, aangevuld met de naam van de hoofdsponsor van het moment. De club domineerde in de periode 1985-1999 gedurende 15 jaar de nationale competitie. Herentals werd achtmaal landskampioen en won vijfmaal de Beker van België. Ook werkte de club in deze periode verschillende Europese campagnes af.
Kort na het vertrek van een van de spilfiguren stuikte de club in elkaar en in 2003 werden de boeken neergelegd. Dat was precies één jaar nadat kledingshandel Wellens - de onderneming van voorzitter Dore Wellens - (zoals vooraf aangekondigd) stopte met sportsponsoring. Het toenmalige clubhuis is nog steeds in gebruik. Een aantal Herentalse volleybalclubs gebruiken het als thuisbasis voor hun deelname in de lokale kwb-volleybalcompetitie. Aan het lokaal hangt nostalgisch nog steeds het bord "VC Antonius".

## Organisatie
Voorzitter van de club was jarenlang Dore Wellens. Hij werd in deze hoedanigheid opgevolgd door Arthur Vermeulen, onder wiens bestuur de club ophield te bestaan. Naamsponsors van de Herentalse club waren Breitex (1992-1994), Kärcher (1994-2000) en Fortis (2000-2003).
| Periode       | Voorzitter       |
| ------------- | ---------------- |
| ca. 1980-2000 | Dore Wellens     |
| 2000-2003     | Arthur Vermeulen |

| Periode   | Coach           |
| --------- | --------------- |
| 1987-1988 | Marc Spaenjars  |
| 1988-1989 | Fernand Walder  |
| 1990-1994 | Roger Pouders   |
|           |                 |
| 1995-1996 | Sacha Koulberg  |
| 1996-1997 | Roger Pouders   |
| 1997-2000 | Koen Hoeyberghs |
| 2000-2001 | Roger Pouders   |

## Palmares
- Eredivisie

winnaar (8×): 1988, 1990, 1991, 1992, 1993, 1996, 1997 en 1999
tweede (3×): 1994, 1998 en 2001
derde (1×): 2000
- Beker van België

winnaar (5×): 1985, 1987, 1990, 1993 en 1997
finalist (5×): 1991, 1994, 1995, 2000 en 2001
- Belgische Supercup

Winnaar (2×): 1995 en 1996

## Bekende (ex-)speelsters
- Miet Deckers
- Katrien De Decker
- Manjola Deliallisi
- Frauke Dirickx
- Anja Duyck
- Wanda Guenette
- Ellen Hilven
- Mich Larivière
- Sergeja Lorber
- Cristina Moga
- Jennifer Rauh
- Marta Szczygielska
- Saskia van Hintum
- Veerle Van Looy
- Karin Wallyn
- Sigrid Willems
- Vanessa Wouters